# مارثا إي. بولاك
مارثا إي. بولاك (بالإنجليزية: Martha E. Pollack) هي عَالِمَة حاسوب أمريكية، ولدت في 27 أغسطس 1958 في ستامفورد في الولايات المتحدة.